# Tillandsia 'Chiquininga'
Tillandsia 'Chiquininga' es un  cultivar híbrido del género Tillandsia perteneciente a la familia  Bromeliaceae.
Es un híbrido creado en el año 1984 con las especies Tillandsia fasciculata × Tillandsia ionantha.